# Youssef Aït Bennasser
Youssef Aït Bennasser (ur. 7 lipca 1996 w Toul) – marokański piłkarz występujący na pozycji pomocnika we francuskim klubie AS Saint-Étienne. Były reprezentant Maroka U-17.

## Statystyki kariery
(aktualne na dzień 26 czerwca 2016)
| Klub               | Sezon              | Liga               | Liga  | Liga   | Puchar Francji | Puchar Francji | Puchar Ligi | Puchar Ligi | Europa | Europa | Suma  | Suma   |
| Klub               | Sezon              | Liga               | Mecze | Bramki | Mecze          | Bramki         | Mecze       | Bramki      | Mecze  | Bramki | Mecze | Bramki |
| ------------------ | ------------------ | ------------------ | ----- | ------ | -------------- | -------------- | ----------- | ----------- | ------ | ------ | ----- | ------ |
| AS Nancy           | 2015/16            | Ligue 2            | 33    | 1      | 0              | 0              | 1           | 0           | –      | –      | 34    | 1      |
| AS Monaco          | 2016/17            | Ligue 1            | 0     | 0      | 0              | 0              | 0           | 0           | 0      | 0      | 0     | 0      |
| AS Nancy (wyp.)    | 2016/17            | Ligue 1            | 0     | 0      | 0              | 0              | 0           | 0           | –      | –      | 0     | 0      |
| Ogólnie w karierze | Ogólnie w karierze | Ogólnie w karierze | 33    | 1      | 0              | 0              | 0           | 0           | 0      | 0      | 34    | 1      |